# Lars Amble

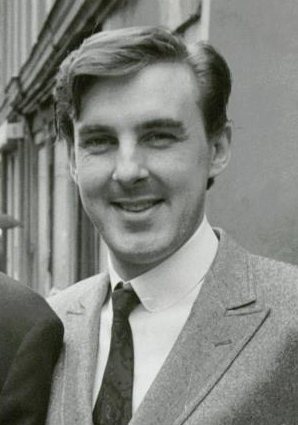
Lars Amble, 1968

Lars Amble (* 10. August 1939 in Stockholm; † 20. August 2015 ebenda) war ein schwedischer Schauspieler und Theaterregisseur.

## Leben
Lars Amble wurde als Sohn des Schauspielerehepaares Leif Amble-Næss und Maritta Marke geboren. Zwischen 1963 und 1965 besuchte er in Stockholm die Theaterschule. Nach seinem Abschluss erhielt er in seiner Heimatstadt ein Engagement am Königlichen Dramatischen Theater. Dort blieb er bis 1969. Im Anschluss daran spielte Amble Rollen in zahlreichen Theaterstücken, Musicals, Fernsehserien und Spielfilmen.
Ab 1986 war Amble künstlerischer Leiter des Maxim-Theaters in Stockholm.

## Filmografie
- 1959: Die Hemmungslosen (Raggare!)
- 1968: Schande (Skammen)
- 1972: Firmafest (Firmafesten)
- 1972: The Day the Clown Cried
- 1977: Tabu
- 1979: Repmånad
- 1979: Vater sein dagegen sehr (Jag är med barn)
- 1981: Rasmus und der Vagabund (Rasmus på luffen)
- 1981: Wer gewinnt das Rennen? (Göta kanal eller Vem drog ur proppen?)
- 1982: Den enfaldige mördaren
- 1997: Svensson Svensson
- 2003: Verschwörung im Berlin-Express (Skenbart: En film om tåg)
- 2010: Mord im Mittsommer (Morden i Sandhamn)